# Tsukiyama-dono
Trúc Sơn Điện (築山殿 Tsukiyama-dono) (mất năm 1579) là chính thất của Tướng quân Tokugawa Ieyasu, người thiết lập và là vị Tướng quân đầu tiên của Mạc phủ Tokugawa. Bà sinh ra trưởng nữ của Ieyasu, Kamehime, và là mẹ của Matsudaira Nobuyasu. Với địa vị của mình, bà đã từng giữ vai trò lãnh đạo và đã mang lại nhiều thành tựu chính trị cho gia tộc Matsudaira. Bà còn đóng vai trò quan trọng khi chồng bà bắt đầu sự nghiệp chính trị, về sau ông đã trở thành người lập nên Mạc phủ Tokugawa.

## Cuộc đời
Trúc Sơn Điện là con gái của Sekiguchi Chikanaga. bà trước đây là vợ lẽ của Imagawa Yoshimoto và là con gái của Ii Naohira. Trước khi kết hôn, bà còn được biết đến với cái tên Sena (瀬名 (Lai Danh)). Sena có mối quan hệ với Ii Naotora, nữ lãnh chúa của gia tộc Ii. Vị nữ chúa này đã thực hiện những hành động quan trọng để gia tộc Ii có thể liên minh với Ieyasu. Về sau, các thành viên gia tộc Ii đã trở thành một trong những người đóng vai trò quan trọng nhất trong Mạc phủ Tokugawa.
Vào tháng 1 năm 1557, Sena kết hôn với Tokugawa Ieyasu. Cuộc hôn nhân của bà được sắp xếp bởi Imagawa Yoshimoto với mục đích củng cố mối quan hệ hữu hảo giữa 2 gia tộc là gia tộc Imagawa và gia tộc Tokugawa. Hai năm sau, vào ngày 13 tháng 3 năm 1559, bà hạ sinh trưởng tử Matsudaira Nobuyasu. Năm 1560, bà hạ sinh con gái, tức Kamehime.
Khi Ieyasu đến Hamamatsu vào năm 1570, ông lệnh cho vợ là Trúc Sơn Điện cùng con trai cả của bà đến Thành Okazaki. Trong thời gian này, ông đã gian díu với người thiếp Saigou. Năm 1573, Oman, thị nữ của Trúc Sơn Điện đã mang thai với Ieyasu. Oman sau đó đã sinh cho Ieyasu một đứa con trai là Hideyasu, trong khi Ieyasu đang rất thận trọng trước vị chính thất ghen tuông của mình. 

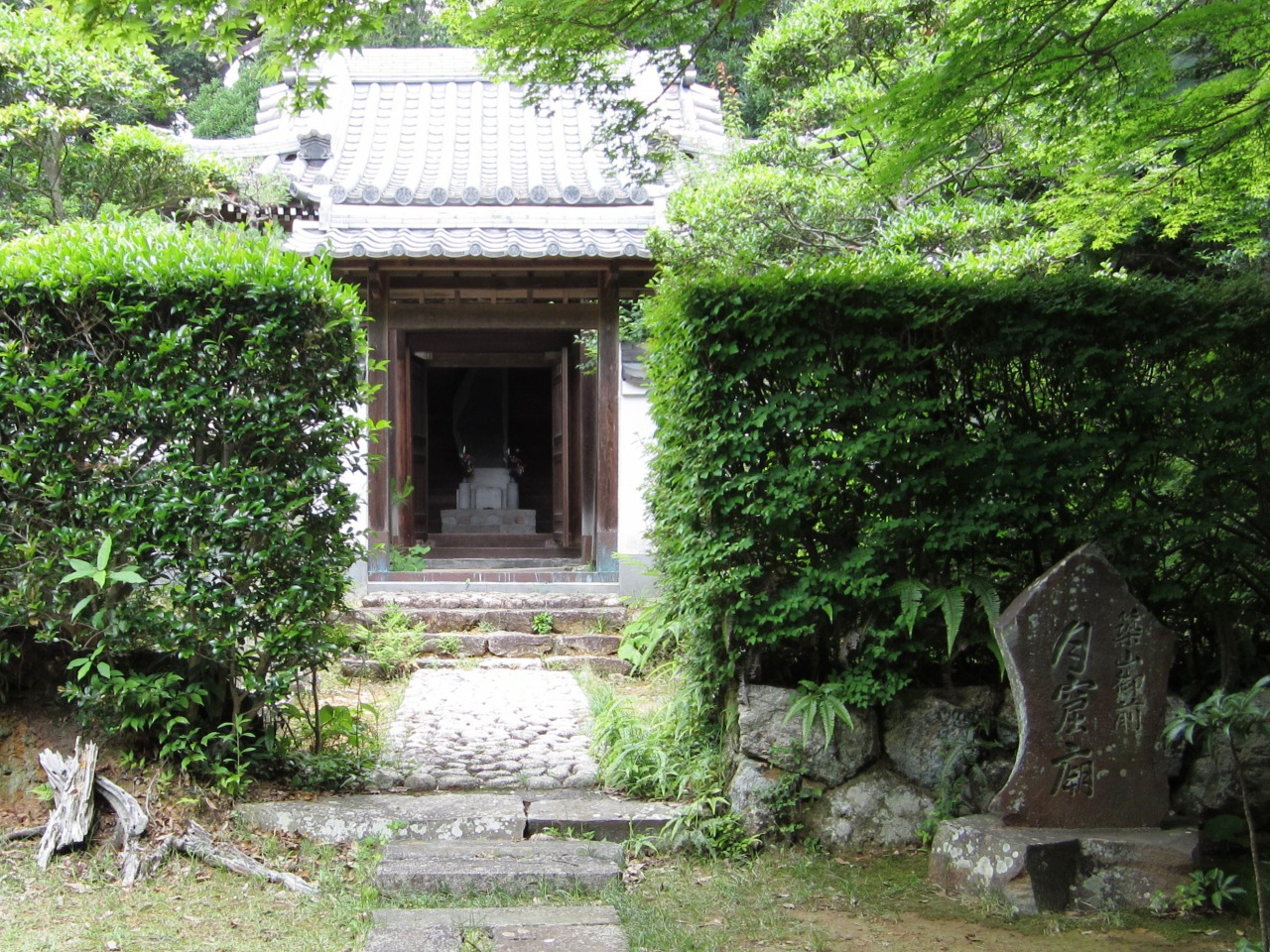
Gakkutsu-byō, lăng mộ của Trúc Sơn Điện tại Seirai-in ở Hamamatsu, Shizuoka.

Vì Nobuyasu không có con trai với chính thất Tokuhime, con gái của Oda Nobunaga, Trúc Sơn Điện đã quyết định cho tiến cung con gái gia tộc Takeda vào phủ làm thiếp cho con trai mình. Khi biết chuyện này và nhớ lại tất cả những mâu thuẫn mà mẹ chồng gây ra trước đây, Tokuhime đã gửi một lá thư cho cha bà, nói với ông ta rằng mẹ chồng Trúc Sơn Điện đang liên minh với gia tộc Takeda chống lại gia tộc Oda. Oda Nobunaga đã nói với Ieyasu về nội dung bức thư, và cuối cùng, để chứng minh lòng tin và sự trung thành với gia tộc Oda, và để giữ mối liên minh giữa nhà Oda-Tokugawa, Ieyasu đã ra lệnh xử tử vợ mình và bắt giam Nobuyasu vì ông ta được mẹ mình ủng hộ.
Vào ngày 9 tháng 9 năm 1579, Trúc Sơn Điện bị xử trảm trên bờ hồ Sanaru, ở Hamamatsu. Ngôi mộ chính của bà là tại đền Seiryū (清流寺) ở phường Tenryu, Hamamatsu. Đầu của bà sau khi bị chặt đã được gửi đến Thành Okazaki và được an táng tại đền Yūden (祐傳寺); trong thời kỳ Tenpō (1830 -1844), nó đã được chuyển đến Đền Hachioji (八王子神社).
Khi biết con trai Nobuyasu sẽ trả thù cho cái chết của mẹ mình, cuối cùng Ieyasu đã ra lệnh cho Nobuyasu đang bị giam giữ tại Thành Futamata (nay là Tenryū Ward, Hamamatsu) thực hiện nghi thức mổ bụng tự sát vào ngày 5 tháng 10 năm 1579.
Trúc Sơn Điện được biết với pháp danh là Shoge-in.

## Trong văn hóa đại chúng
- Nanao thủ vai bà trong bộ phim Taiga của đài NHK năm 2017 Onna Jōshu Naotora (おんな城主 直虎).

- Arimura Kasumi đóng vai bà trong Taira drama Dou suru Ieyasu do NHK sản xuất và công chiếu năm 2023.